# يوب هاينكس
يوب هاينكس (بالألمانية: Jupp Heynckes)‏ (مواليد 9 مايو 1945) لاعب كرة قدم ومدرب ألماني سابق. اعتزل عالم كرة القدم تمامًا في نهاية موسم 2013. وفي 6 أكتوبر 2017 عاد المدرب من الاعتزال واستلم تدريب نادي بايرن ميونخ لمدة موسم واحد ثُم عاد للاعتزال.

## حياته الكروية
لعب طيلة مسيرته الكروية مع فريق بوروسيا مونشنغلادباخ، إذ خاض معه 283 مباراة سجل خلالها 195 هدفاً، وتوج معه بطلا للدوري 4 مرات، وحاز على كأس ألمانيا معه مرة واحدة. كما فاز عام 1975 مع فريق مونشغلادباخ بكأس الاتحاد الأوروبي.

## مسيرته الدولية
وانضم يوب هاينكس إلى صفوف المنتخب الألماني عام 1967 حتى عام 1976 ولعب 39 مباراة دولية سجل خلالها 14 هدفاً، وفاز مع المنتخب الألماني ببطولة كأس أوروبا عام 1972 وبكأس العالم عام 1974.

## مسيرته التدريبية
بوروسيا مونشنغلادباخ
بايرن ميونخ
قام بتدريب بايرن ميونخ وفاز في بطولتي 1989 و1990 للدوري الألماني بعد موسم 1990 قام الفريق البافاري ببيع اغلب نجومه ما ادى إلى انهيار في مستوى نتائج النادي مما حذا بهانكس إلى ترك النادي
أتلتيك بيلباو
وفي عام 1992 درب فريق اتلتيك بيلباو ليصبح ثالث مدرب ألماني يدرب في الليغا الإسبانية. في الموسم الأول لم يحقق أي شيء يذكر لكنه في الموسم الثاني حل في المركز الخامس وتاهل إلى كاس الاتحاد الأوروبي.
آينتراخت فرانكفورت 
وذهب في موسم 1994-1995 إلى فريق اينتراخت فرانكفورت الألماني.. ودخل في صراع مع نجوم النادي انتوني يبوا وجاي جاي اوكوشا.. الامر الذي انتهى برحيل هذه النجوم عن النادي وما يزال مشجعي النادي يعتبرون بان ولاية يوب هانكس على النادي هي الأسوأ على الإطلاق.وتمت اقلته بعد 9 أشهر فقط من توليه منصب المدير الفني.
ريال مدريد
في يونيو 1997 تعاقد فريق ريال مدريد مع المدرب الألماني ومن أول موسم جلب دوري ابطال أوروبا إلى خزائن النادي الملكي لكنه في الدوري المحلي حل في المركز الرابع.
بنفيكا
ثم انضم إلى بنفيكا لمدة موسم واحد وبعدها عاد إلى نادي اتلتيك بيلباو لمدة موسمين اخرين
 شالكة 04
في موسم 2003-2004 عاد إلى ألمانيا من بوابة نادي شالكة لكن في سبتمبر 2004 اقيل من منصبه.
 بوروسيا مونشنغلادباخ (فترة ثانية)
في مايو 2006 أعلن فريق بوروسيا مونشنغلادباخ ان يوب هانكس أصبح المدرب الجديد للنادي وفي 31 يناير 2007 (أي بعد مرحلة الذهاب فقط) استقال بعد 14 مباراة في الدوري الألماني من دون تحقيق أي فوز وكان النادي يقبع في المركز قبل الاخير.
بايرن ليفركوزن
في 5 يونيو 2009 تعاقد بايرن ليفركوزن مع يوب هانكس. ولكن دون تحقيق نتائج ايجابية حتي رحل في 2011
بايرن ميونخ (فترة ثالثة)
في 25 مارس 2011 أعلن نادي بايرن ميونخ ان هانكس سيكون المدرب القادم للنادي وانه سيستلم مهامه في بداية يوليو 2011
تعد هذه الفترة فترة ذهبية في حياة يوب هيانكس حيث في أول موسم له قاد البايرن لتحقيق المركز الثاني في الدوري المحلي.
بتاريخ 17 مارس 2012 وفي فوز البايرن على نادي هيرتا برلين بنتيجة 6-0 كانت هذه المباراة هي المباراة رقم 600 لهانكس في الدوري الألماني كمدرب.
في يوم 1 مايو 2013 فاز فريقه البايرن على برشلونة بثلاثية نظيفة بعد فوزه ذهابا برباعية نظيفة ليبلغ نهائي دوري ابطال أوروبا ويقابل بروسيا دورتموند في النهائي ويفوز عليه 2-1 وينال لقب دوري الأبطال بعد أن نال الدوري المحلي قبل 06 جولات من نهايته في نفس الموسم.
آخر مباراة قادها بوب هاينكس كانت أمام شتوتغارت في نهائي كأس ألمانيا وأنتصر فيها أبناء هاينكس بثلاثية مقابل هدفين
ليستكمل بهذا الثلاثية التاريخية لبايرن في الموسم المنقضي، حيث قاد الفريق للفوز بلقب الدوري وكأس ألمانيا ودوري أبطال أوروبا ليكون أول فريق ألماني يحقق هذا الإنجاز في موسم واحد. وترك هاينكس تدريب البافاري ليخلفه المدرب الإسباني بيب غوارديولا المدير الفني السابق لنادي برشلونة وفي آخر تصريحاته قال هاينكس إنه قدم إلى غوارديولا فريقا يعمل بشكل رائع ومتكامل.

## احصائياته في التدريب
آخر تحديث 1 يونيو 2013.
| الفريق               | من            | الي            | الاحصائيات | الاحصائيات | الاحصائيات | الاحصائيات | الاحصائيات | الاحصائيات | الاحصائيات  | الاحصائيات  |
| الفريق               | من            | الي            | لعب        | فوز        | تعادل      | هزيمة      | اهداف له   | اهداف عليه | فرق الاهداف | نسبة الفوز% |
| -------------------- | ------------- | -------------- | ---------- | ---------- | ---------- | ---------- | ---------- | ---------- | ----------- | ----------- |
| بوروسيا مونشنغلادباخ | 1 يوليو 1979  | 30 يونيو 1987  | 340        | 167        | 77         | 96         | 731        | 509        | +222        | 049٫12      |
| بايرن ميونخ          | 1 يوليو 1987  | 8 أكتوبر 1991  | 198        | 114        | 46         | 38         | 419        | 216        | +203        | 057٫58      |
| أتلتيك بيلباو        | 1 يوليو 1992  | 30 يونيو 1994  | 90         | 39         | 21         | 30         | 136        | 113        | +23         | 043٫33      |
| آينتراخت فرانكفورت   | 1 يوليو 1994  | 2 ابريل 1995   | 34         | 12         | 9          | 13         | 47         | 49         | −2          | 035٫29      |
| تينيريفي             | 1 يوليو 1996  | 26 يونيو 1997  | 54         | 20         | 13         | 21         | 86         | 73         | +13         | 037٫04      |
| ريال مدريد           | 26 يونيو 1997 | 28 مايو 1998   | 53         | 26         | 15         | 12         | 92         | 55         | +37         | 049٫06      |
| بنفيكا               | 1 يوليو 1999  | 18 سبتمبر 2000 | 50         | 27         | 10         | 13         | 83         | 58         | +25         | 054٫00      |
| أتلتيك بيلباو        | 1 يوليو 2001  | 30 يونيو 2003  | 86         | 36         | 22         | 28         | 135        | 139        | −4          | 041٫86      |
| شالكة                | 1 يوليو 2003  | 15 سبتمبر 2004 | 51         | 24         | 12         | 15         | 82         | 63         | +19         | 047٫06      |
| بوروسيا مونشنغلادباخ | 1 يوليو 2006  | 31 يناير 2007  | 21         | 5          | 4          | 12         | 19         | 29         | −10         | 023٫81      |
| بايرن ميونخ          | 28 ابريل 2009 | 30 يونيو 2009  | 5          | 4          | 1          | 0          | 12         | 5          | +7          | 080٫00      |
| بايرن ليفركوزن       | 1 يوليو 2009  | 30 يونيو 2011  | 84         | 44         | 26         | 14         | 166        | 94         | +72         | 052٫38      |
| بايرن ميونخ          | 1 يوليو 2011  | 26 يونيو 2013  | 109        | 83         | 12         | 14         | 272        | 73         | +199        | 076٫15      |
| المجموع              | المجموع       | المجموع        | 1٬174      | 600        | 268        | 306        | 2٬274      | 1٬475      | +799        | 051٫11      |

## انجازاته

### كلاعب
بوروسيا مونشنغلادباخ
- كأس الاتحاد الأوروبي: 1975
- الدوري الألماني: 1971 - 1975 - 1976 - 1977
- كأس ألمانيا: 1973

ألمانيا الغربية
- كأس العالم: 1974
- كأس الأمم الأوروبية: 1972

### كمدرب
بايرن ميونخ
- دوري أبطال أوروبا: 2013 - وصيف 2012
- الدوري الألماني: 1989–90 - 2012–13 - 2017–18
- كأس ألمانيا: 2012
- كأس السوبر الألماني: 2012 - 2017

ريال مدريد
- دوري أبطال أوروبا: 1998
- كأس السوبر الإسباني: 1997

شالكة
- كأس إنترتوتو: 2003 - 2004

## روابط خارجية
- يوب هاينكس على موقع الاتحاد الدولي (مؤرشف)  (الإنجليزية)
- يوب هاينكس على موقع الاتحاد الأوربي (الإنجليزية)
- يوب هاينكس على موقع قاعدة بيانات كرة القدم.إي يو (الإنجليزية)
- يوب هاينكس على موقع بيانات كرة القدم. دي إي (الألمانية)
- يوب هاينكس على موقع ناشيونال فوتبول تيمز (الإنجليزية)
- يوب هاينكس على موقع Soccerway.com (الإنجليزية)
- يوب هاينكس على موقع عالم كرة القدم.نت (الإنجليزية)
- http://www.worldfootball.net/spieler_profil/jupp-heynckes/
- http://rsssf.com/players/heynckesdata.html
- http://www.kicker.de/news/fussball/bundesliga/vereine/11165/nationalspieler_jupp-heynckes.html